# Vera Lynnová
Dame Vera Lynnová OBE (20. března 1917 East Ham, Anglie – 18. června 2020, Ditchling), rodným jménem Vera Margaret Welch, byla anglická zpěvačka, textařka, a herečka, jejíž hudební nahrávky a vystoupení dosáhly obrovské popularity během druhé světové války. V průběhu války uspořádala koncerty pod otevřeným nebem pro britské vojáky v Egyptě, Indii a Myanmaru. K jejím nejznámějším písním patří „We'll Meet Again“, „The White Cliffs of Dover“, „A Nightingale Sang in Berkeley Square“ a „There'll Always Be an England“.
Populární zůstala i po válce, vystupovala v rozhlasových a televizních stanicích ve Velké Británii a Spojených státech amerických a nahrála hity jako „Auf Wiederseh'n Sweetheart“ či „My Son, My Son“, který vystoupal na první místo v britském singlovém žebříčku. V roce 2009 se ve věku 92 let stala nejstarší žijící umělkyní, která dosáhla na první pozici žebříčku UK Albums Chart, což se jí podařilo kompilačním albem We'll Meet Again: The Very Best of Vera Lynn. Roku 2017, při příležitosti jejích 100. narozenin, vyšla kompilace Vera Lynn 100, která se umístila na 3. místě žebříčku UK Albums Chart.
Věnovala mnoho času a energie charitativní práci pro vysloužilé vojáky, postižené děti a nemocné rakovinou prsu. Je stále oblíbená veterány druhé světové války a v roce 2000 byla jmenována Britem, který nejlépe vystihuje ducha dvacátého století.
Odkaz Very Lynnové a její skladby „We'll Meet Again“ se také stal jedním z motivů alba The Wall od skupiny Pink Floyd.

## Diskografie

### Alba
| Rok  | název alba                                      | poznámky                                                                                  |
| ---- | ----------------------------------------------- | ----------------------------------------------------------------------------------------- |
| 1949 | Sincerely Yours                                 | Vydáno na značce Decca                                                                    |
| 1955 | Vera Lynn Concert                               | Live. Vydáno na značce Decca                                                              |
| 1956 | If I Am Dreaming                                | Decca                                                                                     |
| 1958 | The Wonderful World of Nursery Rhymes           | Decca                                                                                     |
| 1959 | Vera Lynn Sings...Songs of the Tuneful Twenties | Poslední studiové album vydané na značce Decca                                            |
| 1960 | Sing With Vera                                  | První album vydané u MGM Records. S "The Williams Singers" a "Geoff Love & His Orchestra" |
| 1960 | Yours                                           | Vydáno u MGM Records. S "The Williams Singers" a "Geoff Love & His Orchestra"             |
| 1961 | As Time Goes By                                 | Vydáno u MGM Records. S "The Williams Singers" a "Geoff Love & His Orchestra"             |
| 1962 | Hits of the Blitz                               | Vydáno u His Master's Voice/ EMI. S "The Williams Singers" a "Geoff Love & His Orchestra" |
| 1963 | The Wonderful Vera Lynn                         | Vydáno u His Master's Voice/ EMI. S "The Williams Singers" a "Geoff Love & His Orchestra" |
| 1964 | Among My Souvenirs                              | Vydáno u His Master's Voice/ EMI. S "Tony Osborne & His Orchestra"                        |
| 1966 | More Hits of the Blitz                          | His Master's Voice/ EMI. S "The Sam Fonteyn Orchestra"                                    |
| 1969 | Good Night/The Fool on the Hill                 | Vydáno u Columbia/EMI. UK 45 RPM Demo, autoři písně Lennon/Paul McCartney"                |
| 1970 | Hits of the 60's-My Way                         | Vydáno u Columbia/EMI. S Alyn Ainsworth and Orchestra                                     |
| 1972 | Unforgettable Songs by Vera Lynn                | Vydáno u Columbia/EMI. S Alyn Ainsworth and Orchestra                                     |
| 1972 | Favourite Sacred Songs                          | Vydáno u Columbia/EMI. S the Mike Sammes Singers                                          |
| 1974 | Vera Lynn Remembers – The World at War          | Vydáno u EMI. S Alyn Ainsworth and Orchestra                                              |
| 1976 | Christmas with Vera Lynn                        | Vydáno u EMI. S Alyn Ainsworth and Orchestra                                              |
| 1977 | Vera Lynn in Nashville                          | Poslední album Very Lynnové nahrané pro EMI Records                                       |
| 1979 | Thank You For the Music (I Sing The Songs)      | Vydáno u Pye Records                                                                      |
| 1981 | Singing To the World                            | Druhé a poslední album vydané u Pye Records/small>                                        |
| 1984 | Vera Lynn Remembers                             | Poslední album Very Lynnové. Vydáno na značce Horatia Nelsona                             |

### Alba v žebříčcích
| 21. listopadu 1981 | 20 Family Favourites                         | 25 |
| 9. září 1989       | We'll Meet Again                             | 44 |
| 30. srpna 2009     | We'll Meet Again: The Very Best of Vera Lynn | 1  |
| 30. května 2010    | Unforgettable                                | 61 |
| 8 June 2014        | National Treasure – Ultimate Collection      | 13 |

### Singly v žebříčcích
| Rok  | název                                     | nejvyšší pozice v žebříčku | nejvyšší pozice v žebříčku | nejvyšší pozice v žebříčku | nejvyšší pozice v žebříčku |
| Rok  | název                                     | UK                         | US                         | US A/C                     | US Cashbox                 |
| ---- | ----------------------------------------- | -------------------------- | -------------------------- | -------------------------- | -------------------------- |
| 1948 | "You Can't Be True, Dear"                 | —                          | 9                          | —                          | —                          |
| 1949 | "Again"                                   | —                          | 23                         | —                          | —                          |
| 1952 | "Auf Wiederseh'n Sweetheart"              | 10                         | 1                          | —                          | 1                          |
| 1952 | "Forget-Me-Not"                           | 5                          | —                          | —                          | —                          |
| 1952 | "The Homing Waltz"                        | 9                          | —                          | —                          | —                          |
| 1952 | "Yours (Quiéreme Mucho)"                  | —                          | 7                          | —                          | 10                         |
| 1953 | "The Windsor Waltz"                       | 11                         | —                          | —                          | —                          |
| 1954 | "We'll Meet Again"                        | —                          | 29                         | —                          | —                          |
| 1954 | "If You Love Me (Really Love Me)"         | —                          | 21                         | —                          | 5                          |
| 1954 | "My Son, My Son"                          | 1                          | 28                         | —                          | 22                         |
| 1956 | "Who Are We"                              | 30                         | —                          | —                          | —                          |
| 1956 | "Such a Day"                              | —                          | 96                         | —                          | 45                         |
| 1956 | "A House with Love in It"                 | 17                         | —                          | —                          | —                          |
| 1957 | "The Faithful Hussar (Don't Cry My Love)" | 29                         | 55                         | —                          | 40                         |
| 1957 | "Travellin' Home"                         | 20                         | —                          | —                          | —                          |
| 1967 | "It Hurts to Say Goodbye"                 | —                          | —                          | 7                          | —                          |